# Покровская церковь (Верея)
Храм Покрова Пресвятой Богородицы (Покровская церковь) — старообрядческий православный храм в городе Верея Московской области. Относится к Московской епархии Русской православной старообрядческой церкви. Памятник архитектуры регионального значения. Построен в 1814 году и с тех пор не закрывался.

## История
Старообрядческий деревянный молитвенный дом в честь Рождества Христова существовал ещё до 1812 года, когда вместе со всем городом был сожжён отступающей французской армией. Новый молитвенный дом построен в 1814 году. В строительстве принимали участие купцы: Борис Петрович Томилин, Даниил, Михаил, Сергей и Андрей Глушковы, Иван и Георгий Шевелевы, Георгий Мартьянов. Поскольку строительство старообрядческих храмов запрещено, внешне церковь имела вид простого дома без креста. Внутри же молельня была обустроена как храм, то есть имела притвор, наос и, самое главное, алтарную часть со престолом. Службы вели беглые попы. Много усилий к украшению храма приложили братья Хомутинниковы.
В 1891 году настоятелем храма становится Стефан Фёдорович Лабзин, служивший в нём до конца 1930-х годов. В 1894—1897 годах осуществлён ремонт храма с переделкой иконостаса. Издание указа «Об укреплении начал веротерпимости» в 1905 году открыло дорогу к легальному существованию старообрядческих общин. 22 июля 1907 года состоялось первое официальное собрание общины. В январе 1908 года над храмом надстроена глава со крестом, а в феврале получено разрешение на строительство колокольни. Колокольня построена по проекту и под надзором Николая Егоровича Мартьянова, работавшего безвозмездно. Строительство завершено в 1909 году. Тогда же были приобретены семь колоколов. В 1910 году построен дом причетников на Ново-Можайской улице (улица 1-я Советская), в 1911 году — врата на Ново-Можайскую улицу.
В советские годы храм не закрывался. В 1968—2004 годах в храме служил Евгений Иванович Михеев, затем ставший епископом Кишинёвским и всея Молдавии. После него настоятелем был его сын Иоанн, в 2017 году переведённый на служение в Севастополь.
С 2009 года в сентябре ежегодно проводится крестный ход Верея — Боровск в память о боярыне Феодосии Морозовой и её сестре княгине Евдокии Урусовой.